# Emilio Aceval
Norberto Emilio Aceval Marín (Asunción, 21 de octubre de 1853-15 de abril de 1931) fue un político paraguayo, 14.º presidente de la República del Paraguay por el periodo de 1898 a 1902, año en que fue derrocado por un golpe parlamentario.
Acaudalado hombre de negocios anteriormente, habría sido presidente del extinto Banco del Paraguay, socio de Juan Bautista Egusquiza de quién fue Ministro de Guerra y de Hacienda en su mandato y que también militó por su sector el egusquicismo del bando oficialista el Partido Colorado lo que lo llevó a la candidatura a la presidencia junto a Andrés Héctor Carvallo como vicepresidente.
Se casó muy joven, en primeras nupcias con Adelina Díaz de Bedoya, de la que enviudó, casándose después, en segundas nupcias, con doña Josefina Rivarola.

## Biografía
Nació en Asunción el 21 de octubre de 1853. Sus padres fueron Leonardo Aceval y Mónica Marín. Su padre nació en Yapeyú, Corrientes y se desconocen detalles de sus ancestros. Su madre nació en Asunción y por vía de su abuela materna Juana Eusebia Cálcena desciende de dos españoles de Guipúzcoa y Zaragoza, de un portugués de Oporto y de destacados criollos y españoles radicados en Asunción, Santa Fe, Córdoba y Mendoza, en Argentina, de Santiago de Chile y de Quito. Entre sus ancestros más distantes se halla de una indígena de Santiago del Estero llamada María Mancho, una hermana de San Roque González, llamada María; los conquistadores de Paraguay Irala y Riquelme de Guzmán y los indios carios de Asunción el Cacique Moricacé y su hija Leonor Ibotiyú, concubina de Irala, el conquistador de Alonso de Videla de la región del Cuyo y el conquistador de México, Pedro de Alvarado.  Fue su hermano Benjamín Aceval, quien falleció repentinamente el 5 de julio de 1900 y tras este suceso, una gran tristeza se apoderó de Emilio, ya que había perdido a uno de sus más valiosos consejeros.
Fue uno de los pocos niños héroes sobrevivientes de la batalla de Acosta Ñu. Sus estudios los realizó bajo la dirección del padre Fidel Maíz, pero al estallido de la Guerra contra la Triple Alianza se incorporó al Ejército, a los 13 años. Fue herido en Pirayú y luego en Acosta Ñu, donde actuó con el grado de sargento mayor. Días después, cayó prisionero en la batalla de Caraguatay. (Su atuendo de soldado se exhibe en el Museo de Historia Militar).
Al regresar a la capital, se encontró con la triste escena de la casa de sus padres, que fue cruelmente saqueada, se descubrió en una fría soledad, pero allegados suyos lo ayudaron a trasladarse a Corrientes y luego a Buenos Aires, en donde retomó sus tareas escolares como interno del Colegio Nacional Central. Prosiguió sus estudios de ingeniería en la posguerra, en 1876, pero tuvo que interrumpirlos a causa de una grave enfermedad. Luego de su recuperación, realizó un largo viaje por Europa y Estados Unidos, de donde regresó en 1881, y se dedicó a la ganadería, transformándose en un fuerte hacendado.
Falleció en la ciudad de Asunción el 15 de abril de 1931.

## Gabinete presidencial
Fue presidente de la República desde el 25 de noviembre de 1898 al 9 de enero de 1902.
Es el tercer mandatario paraguayo con apellido vasco. Su gabinete estuvo conformado de la siguiente manera: José Urdapilleta, en el Ministerio de Hacienda; José Segundo Decoud; en el Ministerio de Relaciones Exteriores; Guillermo de los Ríos en el Ministerio del Interior; José Zacarías Caminos, Venancio López, Gerónimo Pereira Cazal, José Tomás Legal y Pedro Bobadilla en el Ministerio de Justicia, Culto e Instrucción Pública, y Juan A. Escurra en el Ministerio de Guerra y Marina.

## Obras importantes
Durante el gobierno del presidente Aceval, el Paraguay participó de la Exposición Universal de París, se crearon el Consejo Nacional de Educación, la Dirección General de Escuelas y el Consejo Nacional de Higiene. Así mismo, se creó la oficina recaudadora de Impuestos Internos; se declaró una epidemia de peste bubónica y tras ese acontecimiento se inició la creación de una oficina bacteriológica; se instalaron colonias de inmigrantes, especialmente italianos. 
Paraguay participó de la exposición internacional de Filadelfia; el telégrafo llegó a San Estanislao, al norte, y al sur de Encarnación.
Se sancionó la Ley de Colonización y Hogar; se establecieron en el Paraguay gran cantidad de inmigrantes italianos. Lamentablemente, también durante su gobierno, el país sufrió los estragos de una epidemia de fiebre bubónica. A partir del 1 de enero de 1901, entró en vigencia el sistema métrico decimal, suplantándose de esta forma las antiguas unidades de medidas, como la pulgada, la vara, la onza, la arroba, la yarda, la milla, la libra y otras unidades implantadas por la administración española en América. Se puso en marcha la “Revista Histórica Quincenal”, bajo la dirección de Manuel Domínguez, se fijó una cátedra de Sociología a cargo de Cecilio Báez. 
Así también, en 1901, Cecilio Báez fue nombrado ministro Plenipotenciario de Paraguay en México, y delegado de la 2.ª. Conferencia Panamericana. Su ponencia fue aprobada y a su regreso se le dio una gloriosa bienvenida.

## Militancia política
Emilio Aceval  resumió sus pensamientos con estas sencillas palabras: “Tengo por axioma, y no sin fundamento, que la obra de la reconstrucción nacional requiere la mayor suma de energía intelectual, la mayor prudencia en la elección de los medios y un esfuerzo común del patriotismo”.
Una recaída en la situación política ocasionó serios conflictos que se reflejaron en el Parlamento. El 9 de enero de 1902, un comité revolucionario que estuvo formado por los generales Caballero y Escobar, y el coronel Escurra concluyeron los deseos de derrocar a Aceval, lo obligaron a renunciar, y en el recinto parlamentario estalló un incidente que dio como resultado la muerte del senador Facundo Ynsfrán Caballero y la herida de varios congresistas. Inmediatamente se reanudó la Sesión y el Congreso resolvió nombrar como reemplazo a su propio vicepresidente, don Héctor Carballo.
Hombre de negocios, se desempeñó además como diputado y fue ministro de Guerra y Marina, durante el gobierno del Gral. Egusquiza. Además, el 9 de junio de 1894, fue miembro del Club Popular Egusquicista. Participó en la exposición Universal de París y concurrió a la Exposición Internacional de Filadelfia.
- Datos: Q561554
- Multimedia: Emilio Aceval / Q561554